# ノ・メ・デヘス・デ・ケレール〜私への愛を捨てないで
「ノ・メ・デヘス・デ・ケレール〜私への愛を捨てないで」 (No Me Dejes de Querer)は、グロリア・エステファンの楽曲。通算19枚目のスタジオ・アルバム『アルマ・カリベーニャ〜カリビアン・ソウル』から1枚目のシングルとしてリリースされた。
グロリアのスペイン語歌唱楽曲としては初めてBillboard Hot 100にチャートインを果たしたほか、スペインでは首位を獲得した。
ラテン・グラミー賞ではベスト・ミュージック・ビデオ賞を受賞、ラテン・グラミー賞での受賞は自身初であった。

## 収録曲
日本盤 マキシ・シングル
1. ノ・メ・デヘス・デ・ケレール〜私への愛を捨てないで (RADIO EDIT)
2. ノ・メ・デヘス・デ・ケレール〜私への愛を捨てないで ("FLORES" DE CARIBE MIX)
3. ノ・メ・デヘス・デ・ケレール〜私への愛を捨てないで (PABLO'S 3A.M. DUB)
4. ノ・メ・デヘス・デ・ケレール〜私への愛を捨てないで ("FLORES" DE CARIBE MIX / RADIO EDIT)

## チャート
| チャート (2000年)               | 最高位 |
| ------------------------------- | ------ |
| オランダ (Single Top 100)       | 100    |
| スペイン (PROMUSICAE)           | 1      |
| スイス (Schweizer Hitparade)    | 76     |
| US Billboard Hot 100            | 77     |
| US Dance Club Songs (Billboard) | 8      |
| US Hot Latin Songs (Billboard)  | 1      |

| チャート (2000年)              | 順位 |
| ------------------------------ | ---- |
| US Hot Latin Songs (Billboard) | 23   |